# 江口站 (宁省铁路)
江口站，是宁省铁路的起点站。1908年建成，位于今三号码头附近，为西式两层楼房建筑，底层候车室地上铺花瓷砖，是宁省铁路最豪华的车站。1925年迁至下关站南侧。
本站为给水站，及机务段所在站。
抗战时期，江口站被侵华日军轰炸夷为平地，京市铁路的起点站迁至下关站。抗战胜利后，江口站未能恢复，直至1958年线路拆除。

## 车站结构
江口站设4条站线、1条入库线、4座货栈，另有1座仓库。站台长208米，设有雨棚。